# Bosnisch-herzegowinischer Fußball-Cup 2022/23
Der bosnisch-herzegowinischer Fußballpokal 2022/23 (in der Landessprache Kup Bosne i Hercegovine) wurde zum 29. Mal ausgespielt. Pokalsieger wurde HŠK Zrinjski Mostar. Das Team setzte sich im Finale gegen Titelverteidiger FK Velež Mostar mit 1:0 durch.
Das Viertel- und Halbfinale wurde in zwei Spielen ausgetragen, die anderen Runden jeweils in einem Spiel. Der Sieger qualifizierte sich für die zweite Qualifikationsrunde zur UEFA Europa Conference League 2023/24.

## Teilnehmende Mannschaften
Für die erste Runde waren folgende 32 Mannschaften sportlich qualifiziert:
| Premijer Liga 12 Vereine der Saison 2022/23 | Erste Liga FBiH 6 Vereine der Saison 2022/23                                                                       | Erste Liga RS 8 Vereine der Saison 2022/23 | Zweite Liga FBiH 5 Vereine der Saison 2022/23                                               | Zweite Liga RS 1 Verein der Saison 2022/23 |
| FK Borac Banja Luka FK Igman Konjic FK Leotar Trebinje HSK Posušje FK Sarajevo FK Sloboda Tuzla FK Sloga Doboj NK Široki Brijeg FK Tuzla City FK Velež Mostar FK Željezničar Sarajevo HŠK Zrinjski Mostar | FK Budućnost Banovići OFK Gradina Srebrenik NK Jedinstvo Bihać FK Rudar Kakanj NK TOŠK Tešanj NK Zvijezda Gradačac | FK Alfa Modriča FK Krupa na Vrbasu FK Laktaši FK Radnik Bijeljina FK Rudar Prijedor FK Sloboda Novi Grad FK Tekstilac Derventa FK Zvijezda 09 | FK Baton Sarajevo NK Čelik Zenica FK Kolina Ustikolina FK Rudar Han Bila HNK Sloga Uskoplje | FK Famos Hrasnica                          |

## 1. Runde
| Datum                 |                       | Ergebnis              |                         |
| --------------------- | --------------------- | --------------------- | ----------------------- |
| 18.10.2022, 14:00 Uhr | FK Krupa na Vrbasu    | 1:3 (0:2)             | FK Borac Banja Luka     |
| 19.10.2022, 14:00 Uhr | NK Jedinstvo Bihać    | 1:2 (0:0)             | FK Sloga Doboj          |
| 19.10.2022, 14:00 Uhr | FK Rudar Han Bila     | 1:7 (0:2)             | FK Rudar Kakanj         |
| 19.10.2022, 14:00 Uhr | NK Zvijezda Gradačac  | 4:1 (2:0)             | OFK Gradina Srebrenik   |
| 19.10.2022, 14:00 Uhr | FK Kolina Ustikolina  | 1:5 (1:4)             | HSK Posušje             |
| 19.10.2022, 14:00 Uhr | NK TOŠK Tešanj        | 0:2 (0:0)             | FK Velež Mostar         |
| 19.10.2022, 14:00 Uhr | FK Baton Sarajevo     | 2:8 (1:3)             | FK Sloboda Tuzla        |
| 19.10.2022, 14:00 Uhr | FK Laktaši            | 3:1 (0:1)             | FK Igman Konjic         |
| 19.10.2022, 14:00 Uhr | FK Budućnost Banovići | 1:2 (0:1)             | FK Željezničar Sarajevo |
| 19.10.2022, 14:00 Uhr | FK Zvijezda 09        | 0:4 (0:1)             | HŠK Zrinjski Mostar     |
| 19.10.2022, 14:00 Uhr | FK Sloboda Novi Grad  | 1:4 (1:4)             | FK Rudar Prijedor       |
| 19.10.2022, 14:00 Uhr | FK Radnik Bijeljina   | 2:0 (1:0)             | FK Tekstilac Derventa   |
| 19.10.2022, 14:00 Uhr | FK Famos Hrasnica     | 0:3 (0:3)             | NK Široki Brijeg        |
| 19.10.2022, 15:00 Uhr | HNK Sloga Uskoplje    | 1:3 (0:2)             | FK Leotar Trebinje      |
| 19.10.2022, 16:00 Uhr | FK Alfa Modriča       | 2:5 (0:2)             | FK Tuzla City           |
| 19.10.2022, 18:00 Uhr | NK Čelik Zenica       | 1:1 (1:1) (5:4 i. E.) | FK Sarajevo             |

## Achtelfinale
| Datum                 |                         | Ergebnis              |                     |
| --------------------- | ----------------------- | --------------------- | ------------------- |
| 18.02.2023, 13:00 Uhr | FK Rudar Prijedor       | 1:1 (1:1) (6:5 i. E.) | FK Borac Banja Luka |
| 18.02.2023, 14:00 Uhr | NK Zvijezda Gradačac    | 3:1 (2:0)             | FK Rudar Kakanj     |
| 18.02.2023, 16:00 Uhr | FK Željezničar Sarajevo | 2:1 (1:1)             | FK Leotar Trebinje  |
| 18.02.2023, 18:30 Uhr | FK Velež Mostar         | 2:0 (1:0)             | HSK Posušje         |
| 19.02.2023, 13:00 Uhr | HŠK Zrinjski Mostar     | 4:0 (2:0)             | FK Laktaši          |
| 19.02.2023, 14:00 Uhr | FK Sloboda Tuzla        | 1:1 (1:0) (6:7 i. E.) | FK Sloga Doboj      |
| 19.02.2023, 16:00 Uhr | NK Čelik Zenica         | 0:0 (3:4 i. E.)       | FK Radnik Bijeljina |
| 19.02.2023, 18:30 Uhr | NK Široki Brijeg        | 2:2 (2:1) (6:7 i. E.) | FK Tuzla City       |

## Viertelfinale
Die Hinspiele fanden am 28. Februar und 1. März 2023, die Rückspiele am 14., 15. und 16. März 2023 statt.
|                         | Gesamt |                      | Hinspiel  | Rückspiel |
| ----------------------- | ------ | -------------------- | --------- | --------- |
| FK Željezničar Sarajevo | 5:3    | NK Zvijezda Gradačac | 2:1 (0:0) | 3:2 (0:1) |
| FK Tuzla City           | 7:0    | FK Rudar Prijedor    | 5:0 (3:0) | 2:0 (1:0) |
| FK Radnik Bijeljina     | 1:5    | HŠK Zrinjski Mostar  | 1:3 (0:1) | 0:2 (0:1) |
| FK Sloga Doboj          | 0:7    | FK Velež Mostar      | 0:3 (0:0) | 0:4 (0:2) |

## Halbfinale
Die Hinspiele finden am 5. April 2023, die Rückspiele am 19. April 2023 statt.
|                 | Gesamt |                         | Hinspiel  | Rückspiel |
| --------------- | ------ | ----------------------- | --------- | --------- |
| FK Tuzla City   | 0:7    | HŠK Zrinjski Mostar     | 0:3 (0:3) | 0:4 (0:1) |
| FK Velež Mostar | 3:1    | FK Željezničar Sarajevo | 1:0 (1:0) | 2:1 (1:1) |

## Finale
| Paarung             | FK Velež Mostar – HŠK Zrinjski Mostar |
| Ergebnis            | 0:1 (0:0) |
| Datum               | 17. Mai 2023 um 18:00 Uhr |
| Stadion             | Stadion Asim Ferhatović Hase, Sarajevo |
| Zuschauer           | 5.000 |
| Schiedsrichter      | Luka Bilbija |
| Tore                | 0:1 Mario Ćuže (52.) |
| FK Velež Mostar     | Osman Hadžikić – Samir Zeljković, Omar Pršeš, Ante Hrkač, Nemanja Anđušić – Tarik Šikalo (54. Emir Halilović), Nermin Haskić , Mitar Ćuković, Edo Vehabović (77. Menezes Wallace) – Alen Dejanović (86. Marko Karamarko), Tino Blaž Lauš Cheftrainer: Nedim Jusufbegović           |
| HŠK Zrinjski Mostar | Marco Maric – Hrvoje Barišić, Josip Ćorluka, Antonio Ivančić (60. Karlo Kamenar), Mario Ćuže – Slobodan Jakovljević, Petar Sučić, Silvio Ilinković (81. Damir Zlomislić), Kerim Memija – Mario Tičinović (60. Matija Malekinušić), Nemanja Bilbija Cheftrainer: Krunoslav Rendulić |
| Gelbe Karten        | Tarik Šikalo, Omar Pršeš, Tino Blaž Lauš – Marco Maric, Petar Sučić, Matija Malekinušić, Nemanja Bilbija, Mario Ćuže |
| Platzverweise       | Edo Vehabović (90.+5'), Omar Pršeš (90.+6'), Tino Blaž Lauš (90.+6') – Franko Sabljić (90.+6' Bank), Mario Ćuže (90.+6', Bank) |